# میکا بیرث
میکا بیرث (انگلیسی: Mika Biereth؛ زادهٔ ۸ فوریهٔ ۲۰۰۳) بازیکن فوتبال اهل قلمروی دانمارک است که در حال حاضر برای باشگاه فوتبال  آ.اس. موناکو بازی می‌کند.

## حرفه باشگاهی

### آرسنال
میکا بیرث پس از شروع کار خود با فولام، به باشگاه فوتبال آرسنال پیوست و اولین قرارداد حرفه‌ای خود را در ۳۰ ژوئیه ۲۰۲۱ امضا کرد. او در پیروزی ۶–۱ خارج از خانه مقابل باشگاه فوتبال چلسی در ۱۹ سپتامبر ۲۰۲۱، سه گل به ثمر رساند و اولین هت‌تریک خود را برای آرسنال انجام داد. در مه ۲۰۲۲، پس از یک سری عملکردهای قابل توجه، بیرث یکی از هشت بازیکنی بود که برای جایزه بازیکن ماه لیگ ۲ در آوریل نامزد شد.
بیرث چهار بار به عنوان بازیکن تعویضی بدون بازی برای تیم اول آرسنال در فصل ۲۰۲۱–۲۲ ظاهر شد: در بازی دور سوم جام حذفی خارج از خانه مقابل باشگاه فوتبال ناتینگهام فارست در سیتی گراند در ۹ ژانویه، در دو دیدار نیمه‌نهایی جام اتحادیه فوتبال انگلستان برابر باشگاه فوتبال لیورپول در ورزشگاه آنفیلد در ۱۳ ژانویه و در ورزشگاه امارات در ۲۰ ژانویه، و در بازی دور ۲۳ لیگ برتر در استادیوم امارات مقابل باشگاه فوتبال برنلی در ۲۳ ژانویه.

#### والویک (قرضی)
بیرث در ۲۳ ژوئن ۲۰۲۲ به باشگاه والویک پیوست و قرارداد قرضی یک‌ساله امضا کرد. در ۱۷ سپتامبر ۲۰۲۲، او اولین بازی رسمی خود را برای این باشگاه در پیروزی ۵–۱ خانگی مقابل باشگاه فوتبال کامبور در لیگ داخلی انجام داد. در ۷ اکتبر، او اولین و دومین گل رقابتی خود را به عنوان تعویض در پیروزی ۳–۲ مقابل باشگاه فوتبال گرونینگن در یوروبرگ به ثمر رساند و به تیم در ثبت اولین پیروزی خارج از خانه فصل کمک کرد.

#### مادرول (قرضی)
بیرث در ۳ اوت ۲۰۲۳ به باشگاه مادرول پیوست و قرارداد قرضی یک‌ساله امضا کرد. او در ۱۵ بازی برای مادرول شش گل به ثمر رساند و در ژانویه ۲۰۲۴ توسط آرسنال فراخوانده شود.

### اشتورم گراتس (قرضی)
در ۱۹ ژانویه ۲۰۲۴، بیرث به باشگاه فوتبال اشتورم گراتس در بوندس‌لیگا اتریش به صورت قرضی پیوست. در ۲ فوریه ۲۰۲۴، بیرث به عنوان بازیکن اصلی در پیروزی ۲–۰ جام حذفی فوتبال اتریش مقابل باشگاه فوتبال آستریا وین بازی کرد و گل دوم را به ثمر رساند تا اشتورم گراتس را به دور بعدی ببرد. او در ۹ فوریه ۲۰۲۴، همچنین به عنوان بازیکن اصلی در تساوی ۱–۱ مقابل باشگاه فوتبال ردبول زالتسبورگ در بوندسلیگا اتریش بازی کرد. در پایان فصل، او در تمامی مسابقات برای اشتورم گراتس شش گل و دو پاس گل به ثبت رساند و در دوگانه بوندس‌لیگا اتریش و جام حذفی فوتبال اتریش نقش مهمی ایفا کرد.
در ۸ ژوئیه ۲۰۲۴، آرسنال انتقال دائمی او به باشگاه فوتبال اشتورم گراتس را به مبلغ ۴ میلیون پوند تأیید کرد. او در نیمه اول فصل ۲۰۲۴–۲۵ برای اشتورم گراتس ۱۴ گل به ثمر رساند، از جمله ۱۱ گل در ۱۶ بازی لیگ و گل‌هایی در برابر ژیرونا و لیل در مرحله گروهی لیگ قهرمانان اروپا ۲۰۲۴–۲۵

### موناکو
در ۱۱ ژانویه ۲۰۲۵، بیرث قراردادی چهار و نیم ساله با باشگاه فوتبال موناکو امضا کرد. مبلغ انتقال گزارش شده ۱۳ میلیون یورو با ۲ میلیون یورو اضافی در صورت تحقق برخی شرایط بود. در ۲۵ ژانویه، بیرث اولین گل خود را برای باشگاه به ثمر رساند و گل دوم در پیروزی ۳–۲ مقابل باشگاه فوتبال استاد رن را به ثمر رساند. یک هفته بعد، در ۱ فوریه، بیرث اولین هت‌تریک خود را در سطح بزرگسالان در عرض هشت دقیقه در پیروزی ۴–۲ مقابل باشگاه فوتبال اوسر به ثمر رساند. دو هفته بعد، در ۱۵ فوریه، او هت‌تریک دیگری در پیروزی ۷–۱ مقابل باشگاه فوتبال نانت به ثمر رساند. در ۲۸ فوریه، میکا سومین هت‌تریک خود را در پیروزی ۳–۰ مقابل باشگاه فوتبال استاد رنس ثبت کرد.

## دوران ملی
وی همچنین در تیم‌های ملی فوتبال زیر ۱۹ و زیر ۲۱ سال دانمارک بازی کرده است.